# پارک فری‌وی

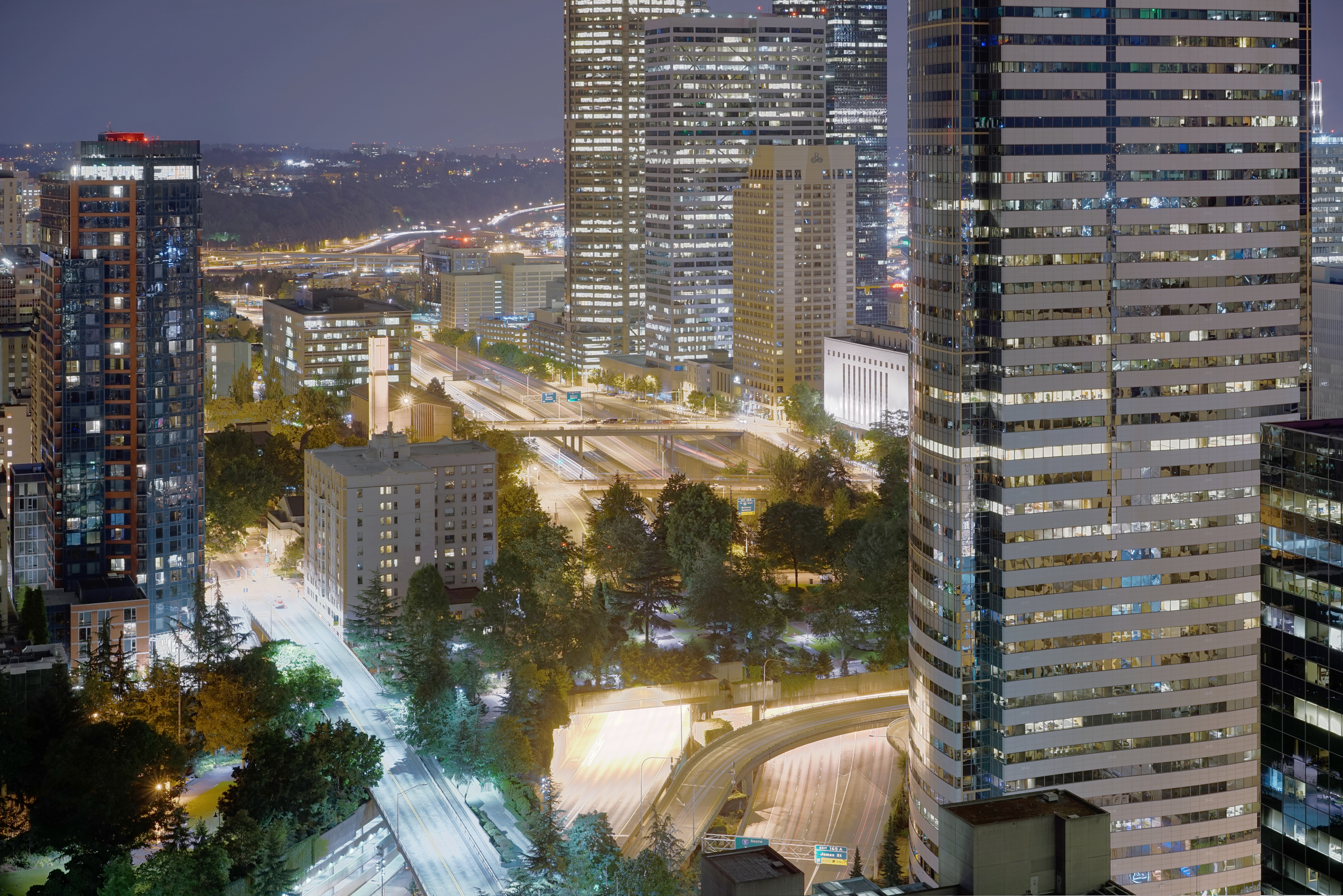
نمای هوایی پارک آزادراه در شب

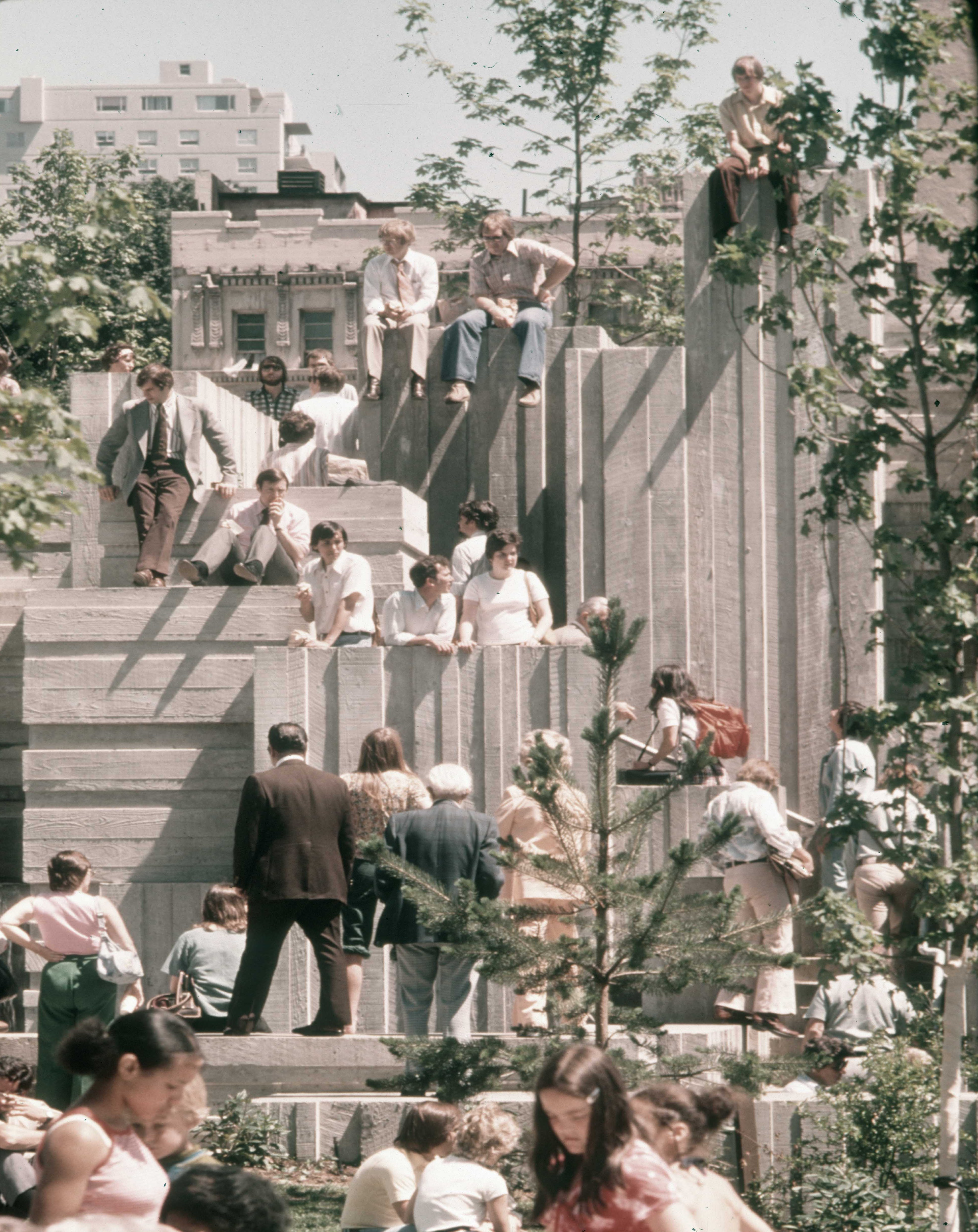
پارک فری‌وی، دهه ۱۹۷۰

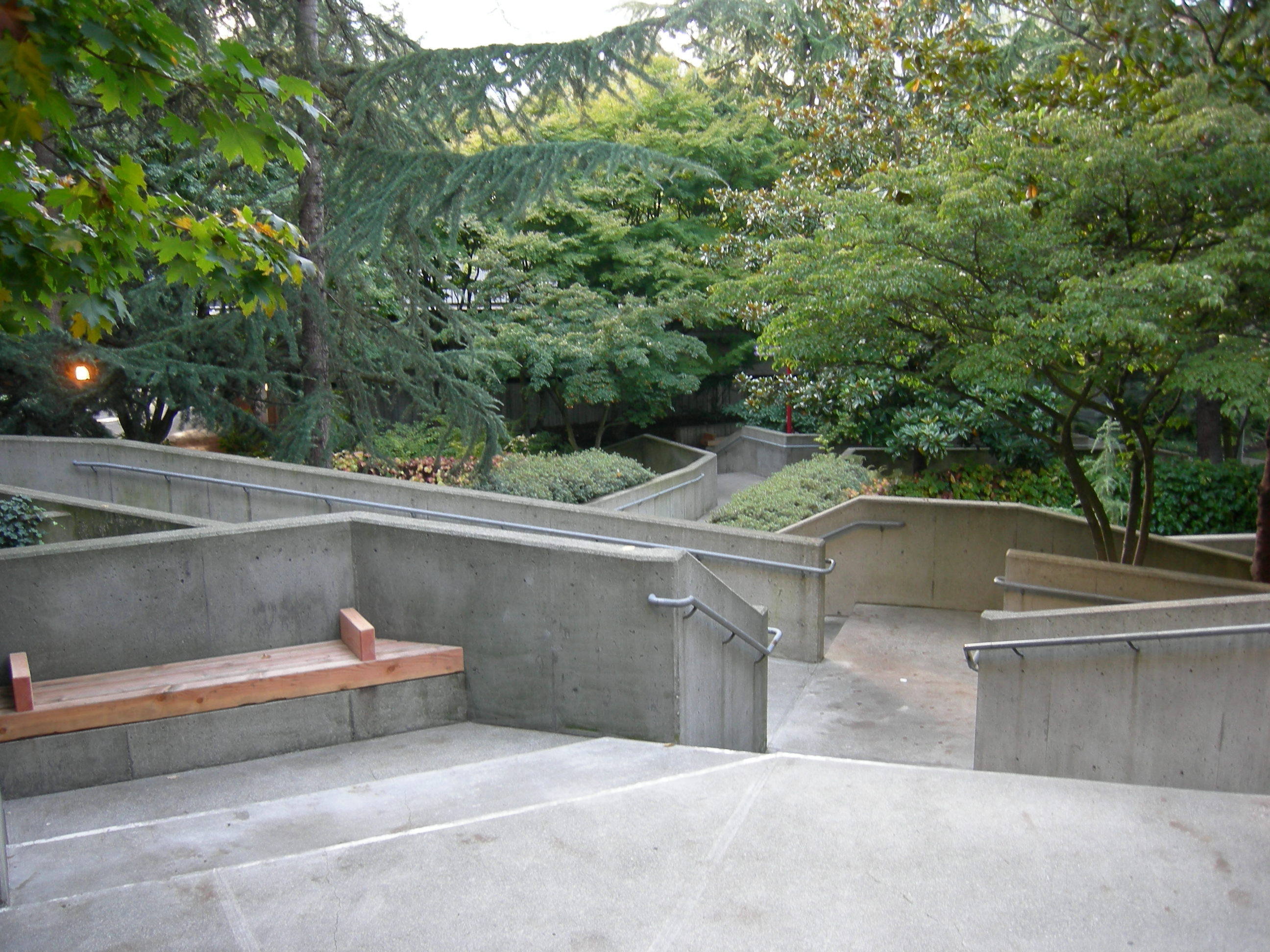
مسیر پارک به سمت پایین هم راه پله و هم مسیر صندلی‌های چرخدار

پارک فری‌وی (به انگلیسی: Freeway Park) یک پارک شهری در سیاتل، واشینگتن، ایالات متحده است که مرکز شهر را به مرکز همایش‌های ایالتی واشینگتن و فرست‌هیل (First Hill) متصل می‌کند.

## تاریخچه و معماری

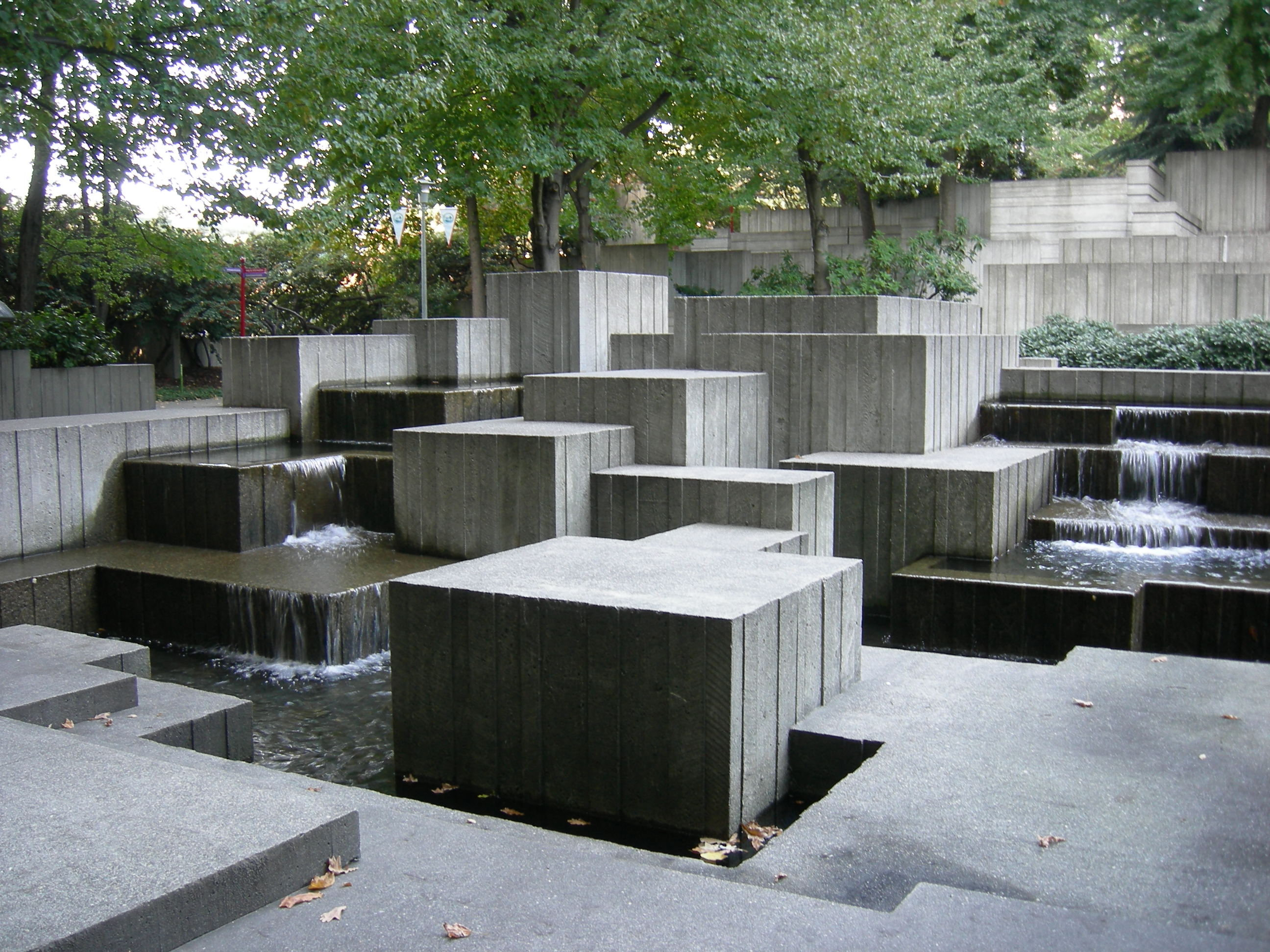
فواره بروتالیست، پارک فری‌وی، سیاتل، واشنگتن

این پارک ترکیبی غیرمعمول از معماری زبره‌کاری و فضای سبز به وسعت ۲۱۰۰۰ متر مربع است که توسط دفتر لارنس هالپرین و تحت نظارت آنجلا دانادجیوا ساخته شده‌است و در تاریخ ۴ ژوئیه ۱۹۷۶ برای عموم افتتاح شد. قسمت دیگری بعداً ساخته و به پارک افزوده شد که در سال ۱۹۸۲ برای عموم افتتاح گشت.
این پارک همچنین یک منظره فرهنگی و یک پارک نمونه است که یک نوع جدید استفاده از زمین را برای شهرهای آمریکا تعریف می‌کند. این پارک در سال ۲۰۱۹ در ثبت ملی اماکن تاریخی ثبت شد.

## آلبوم عکس

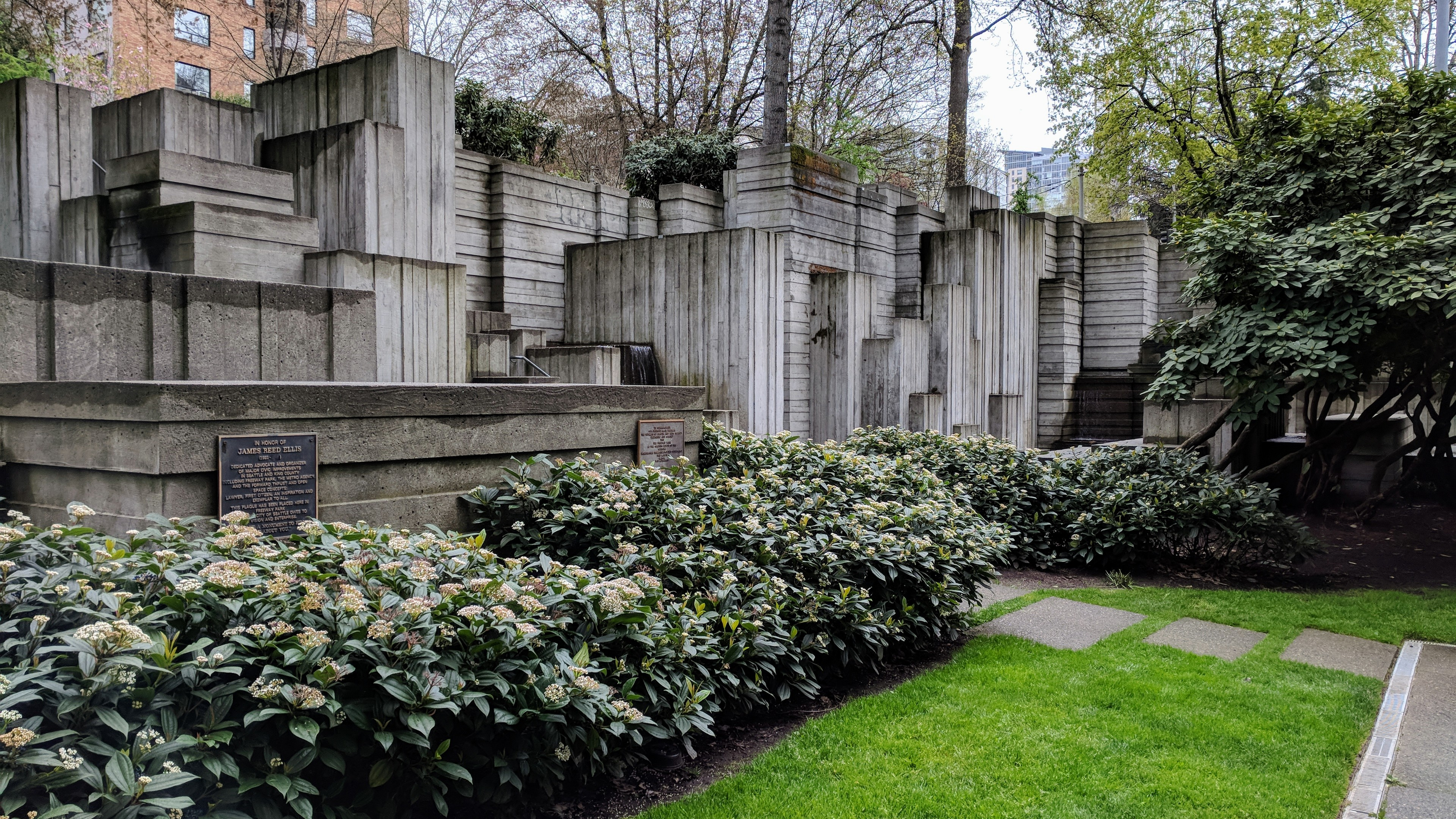
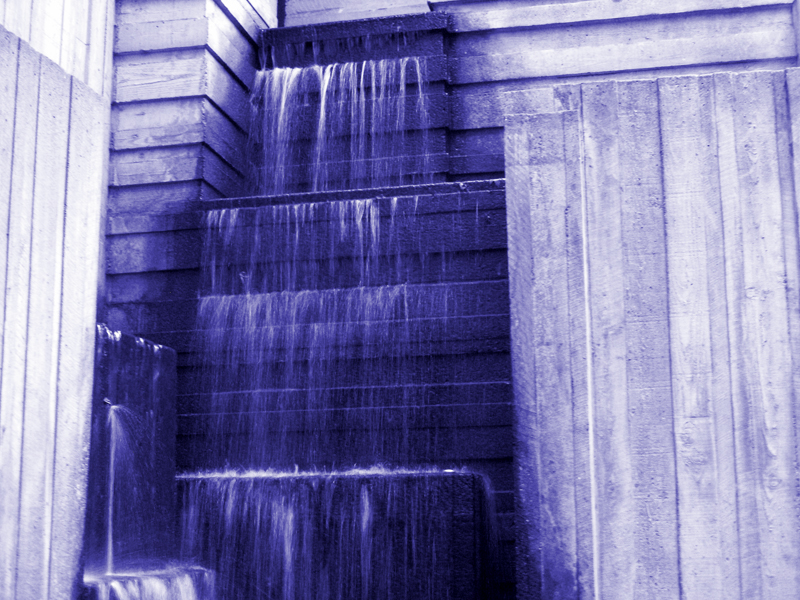
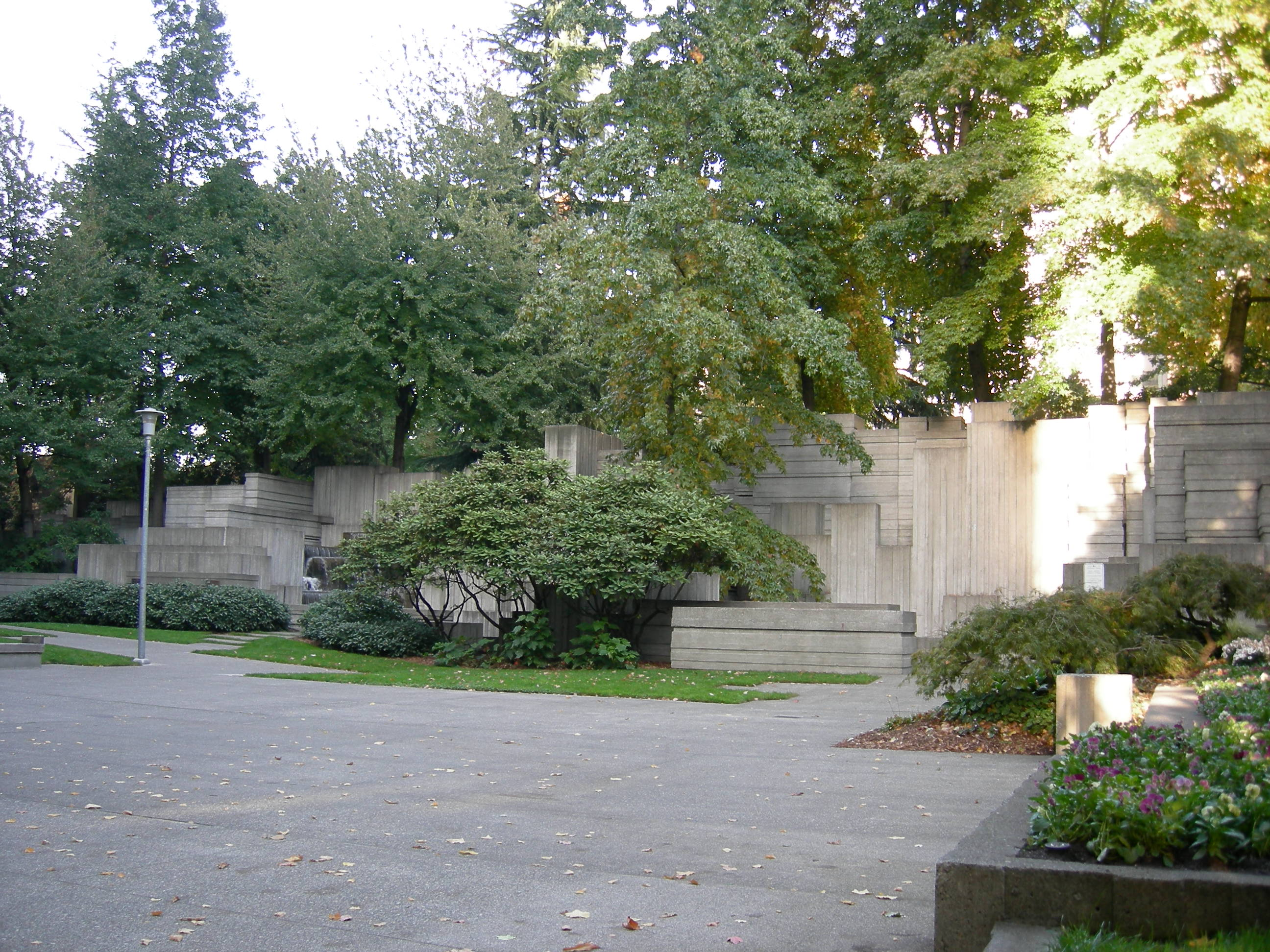
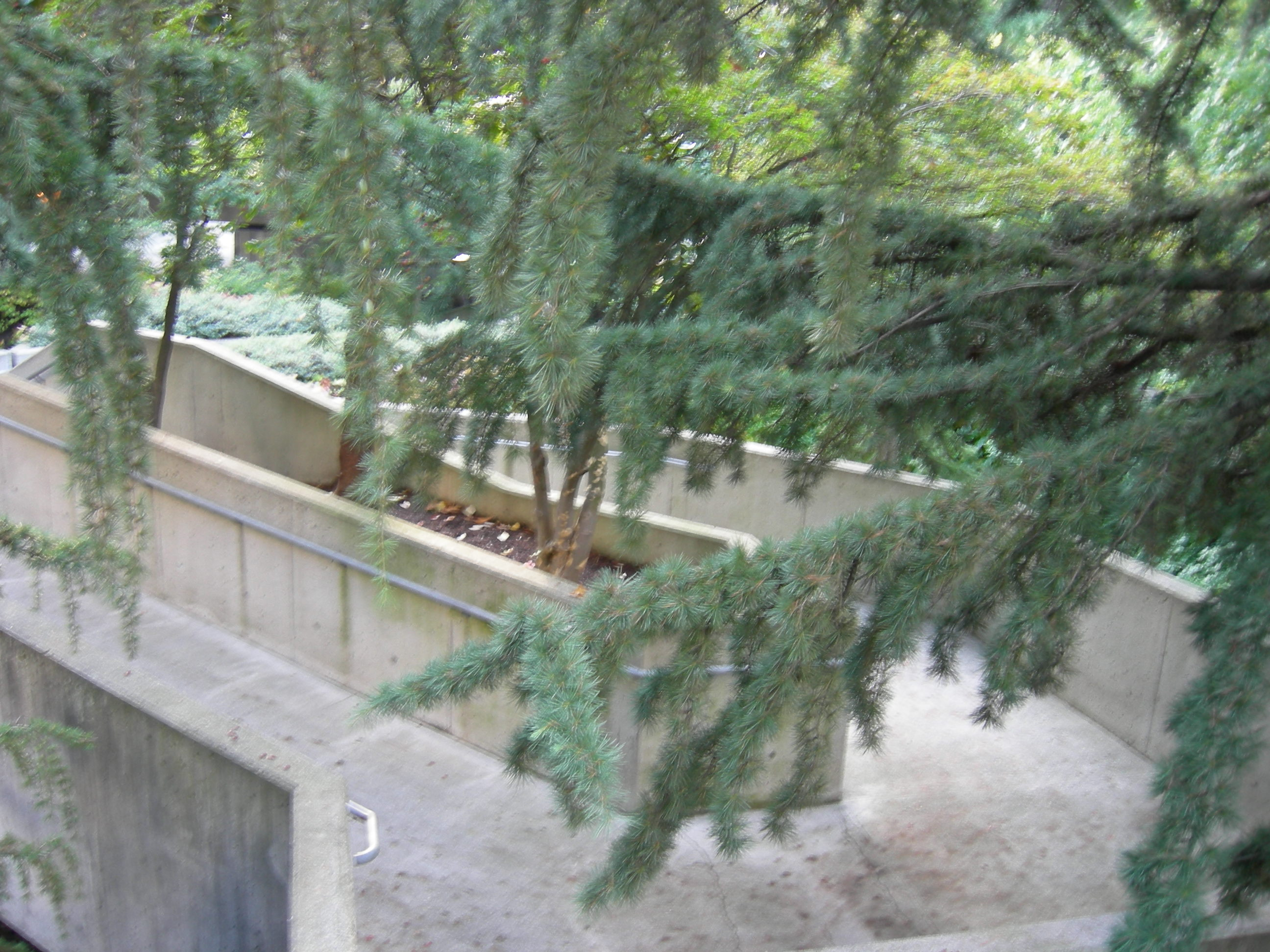
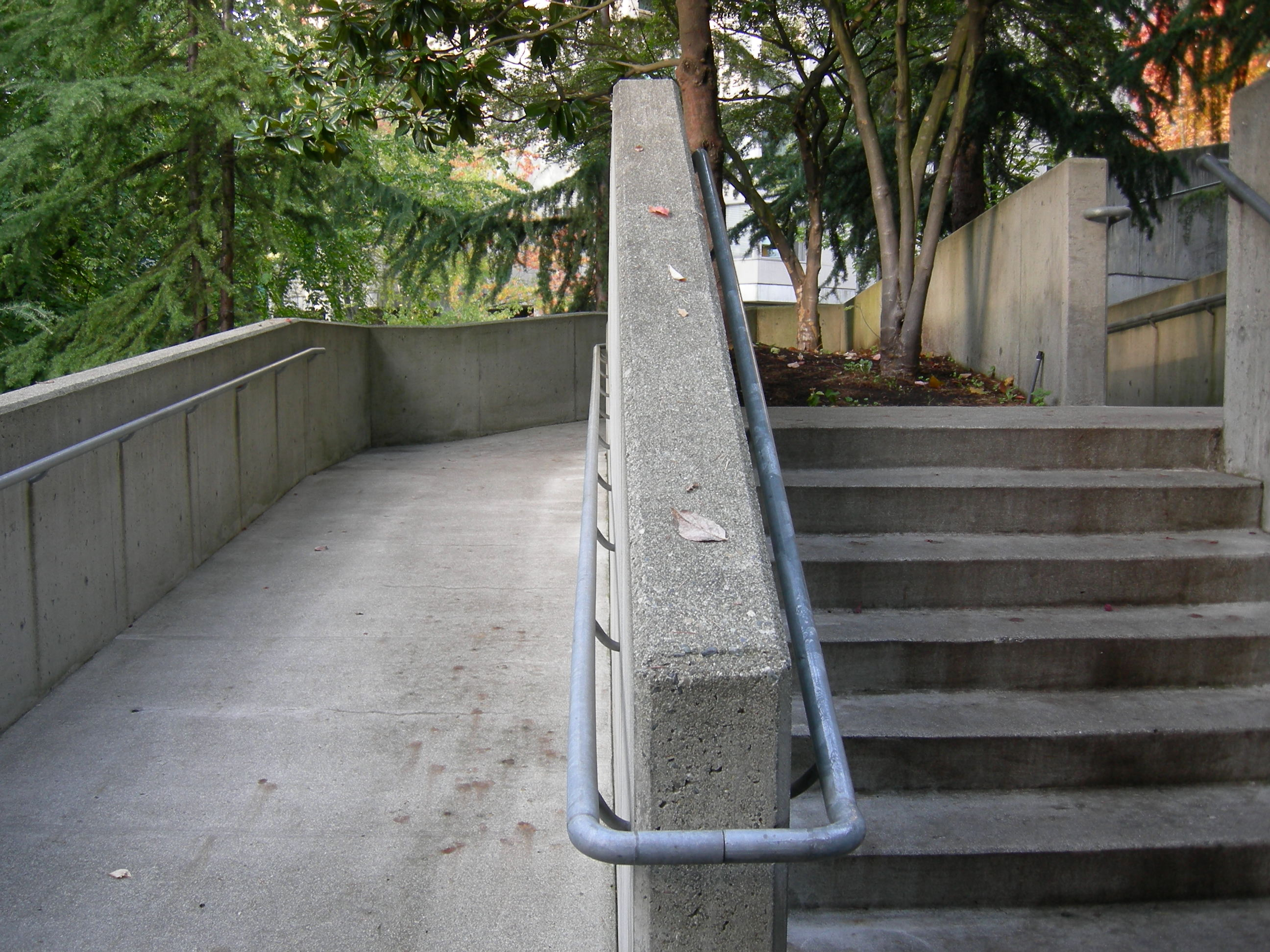
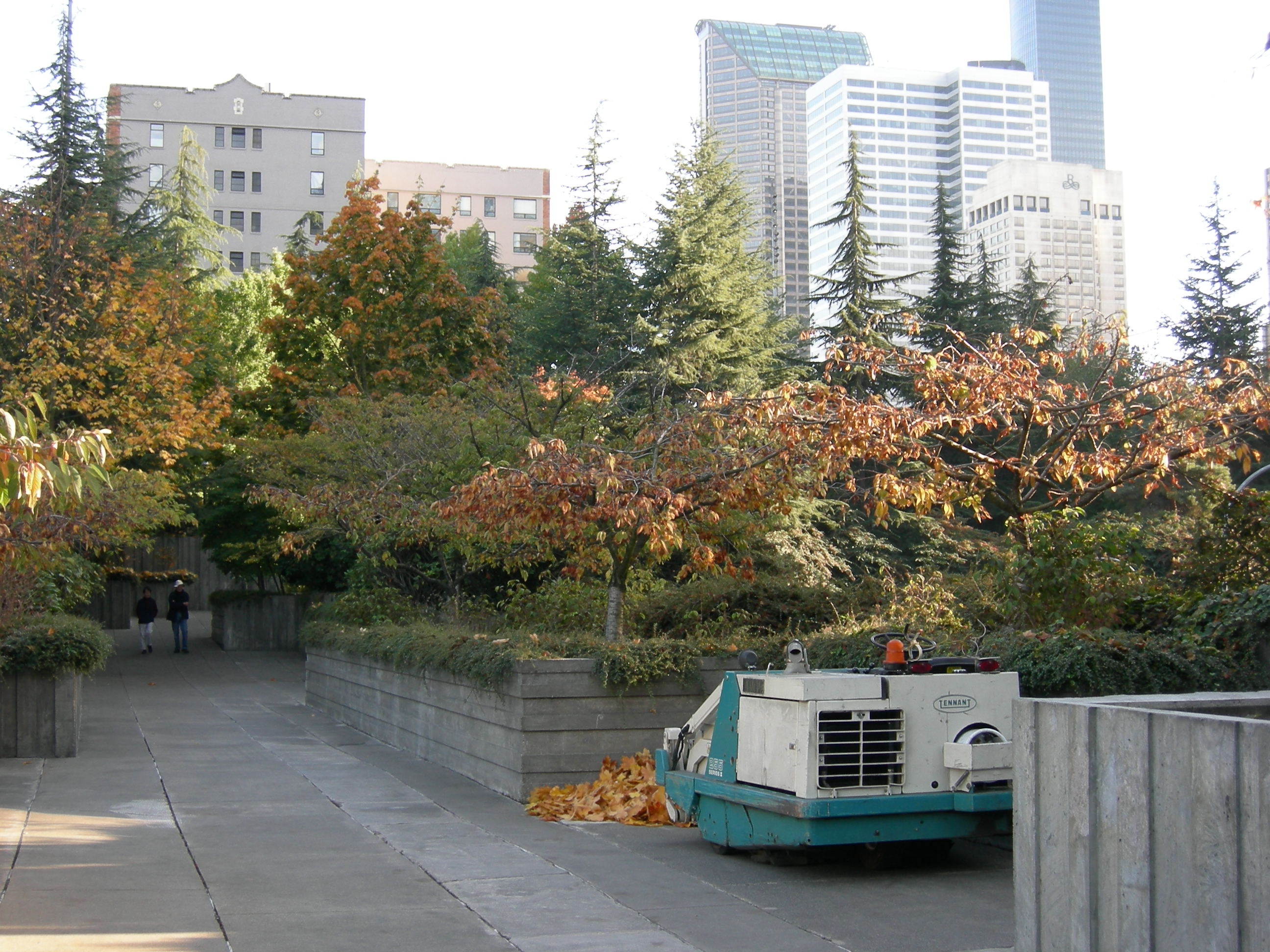
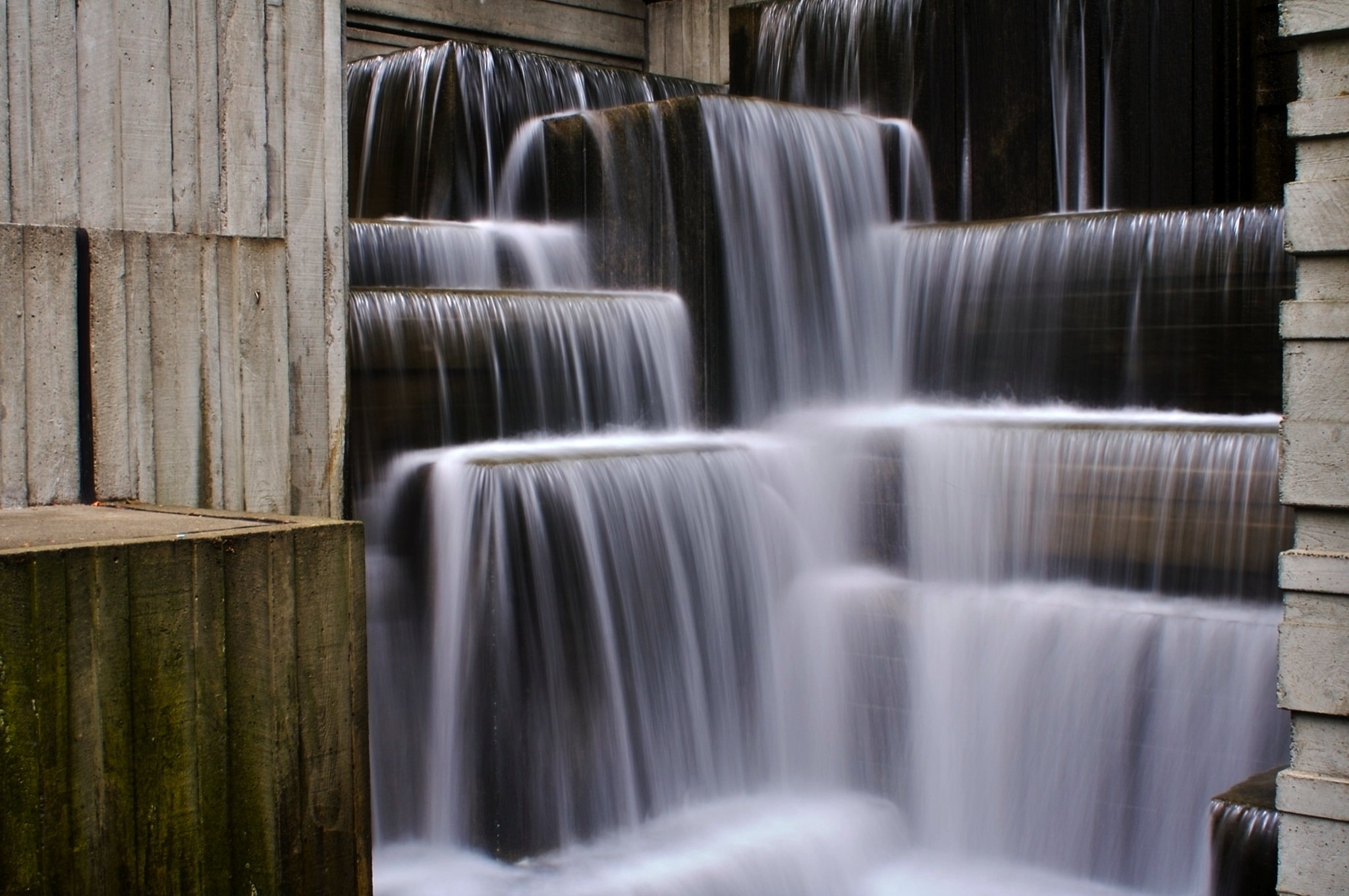
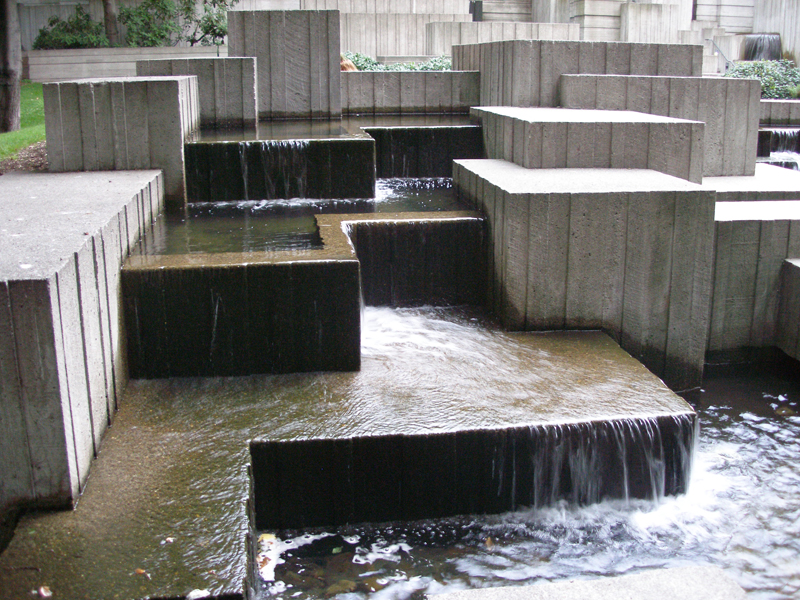
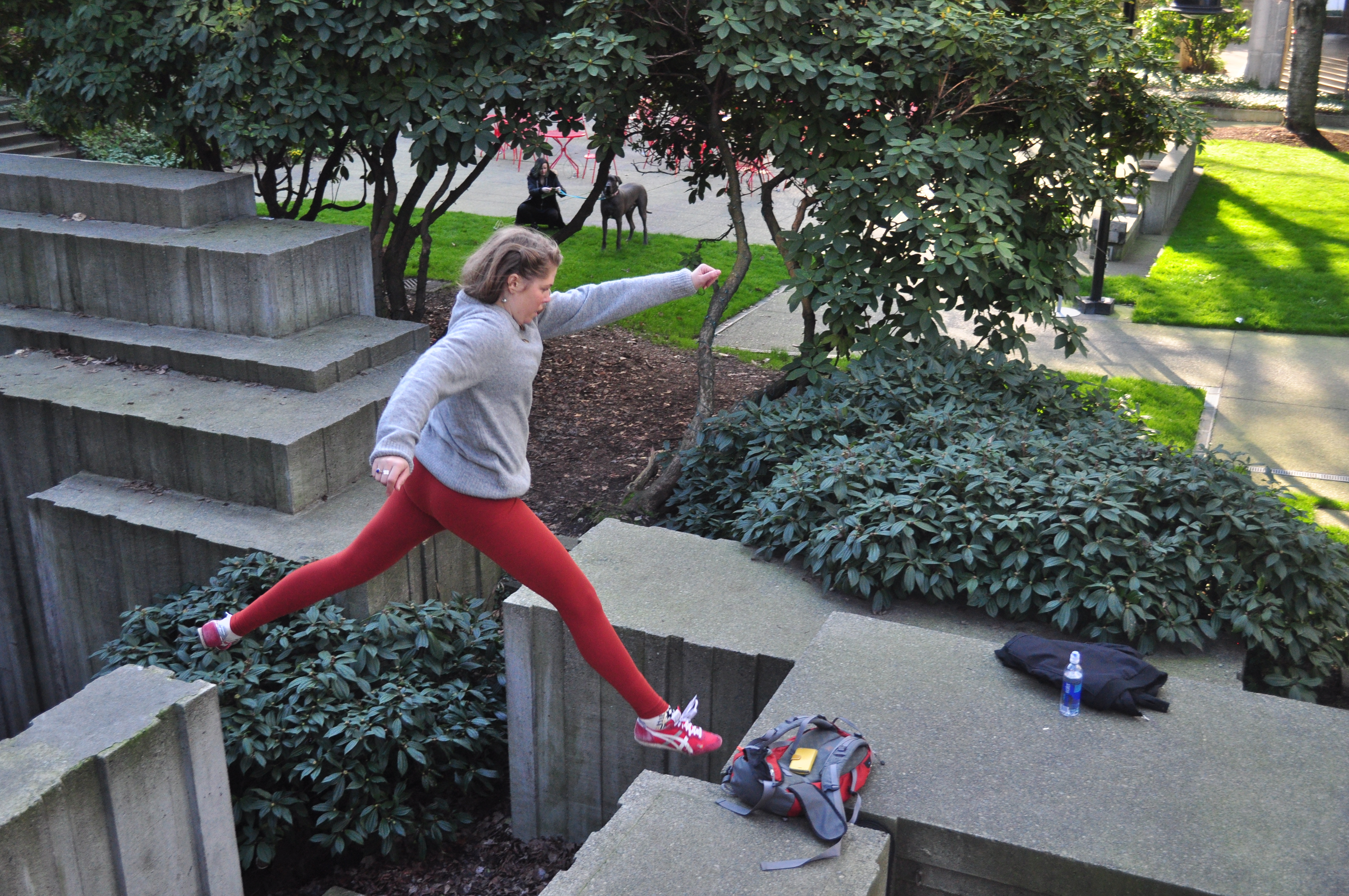
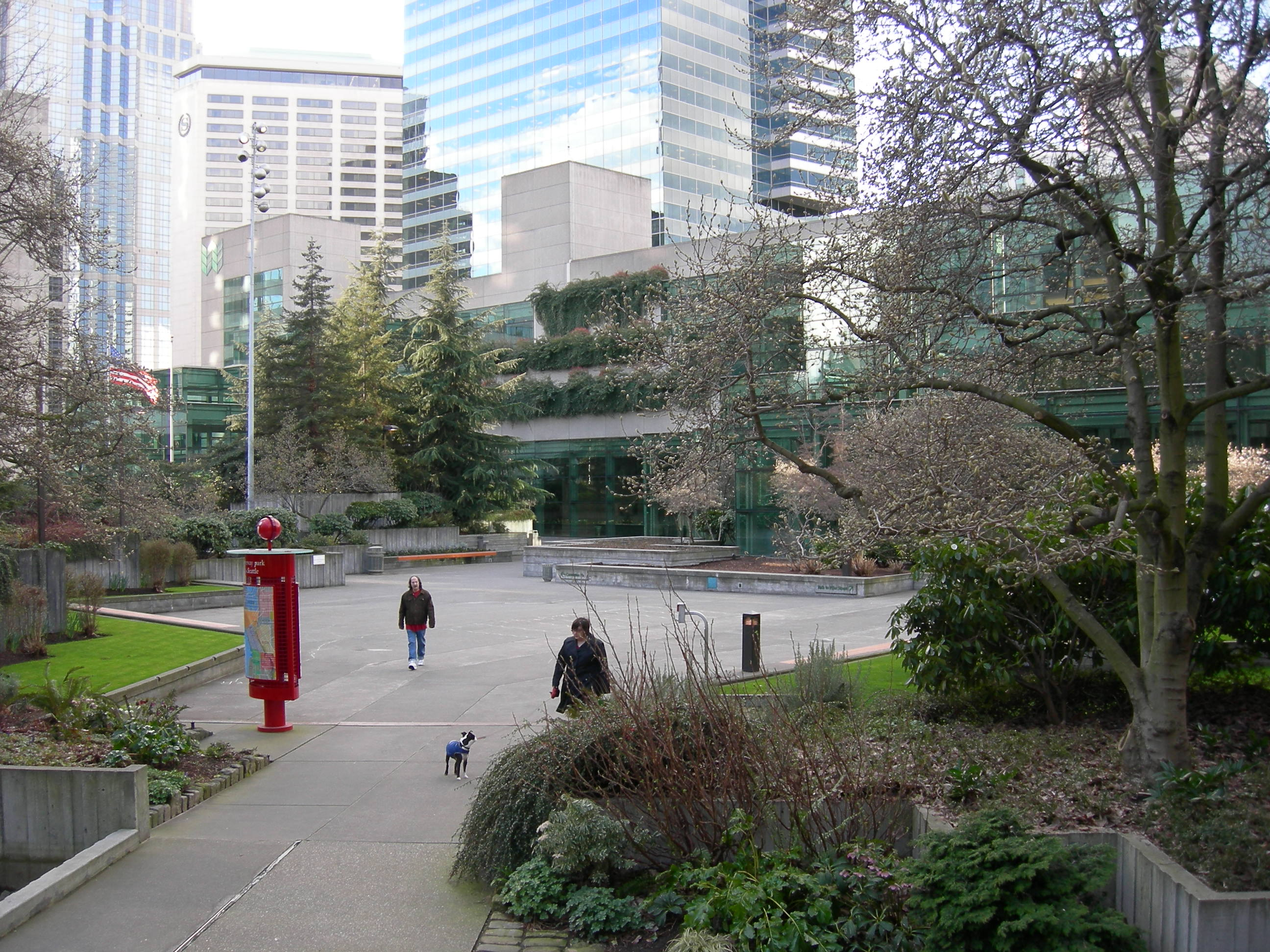
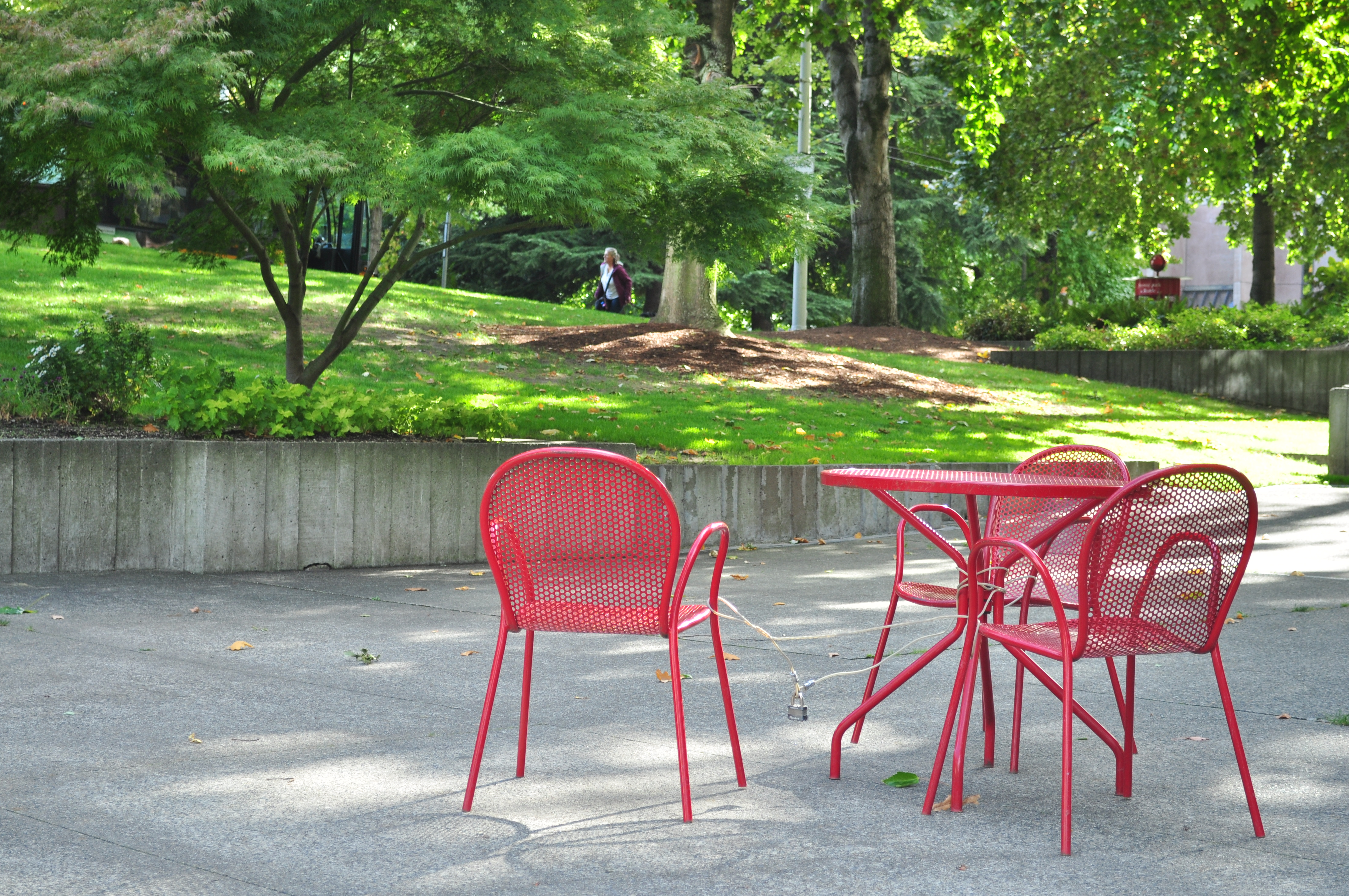
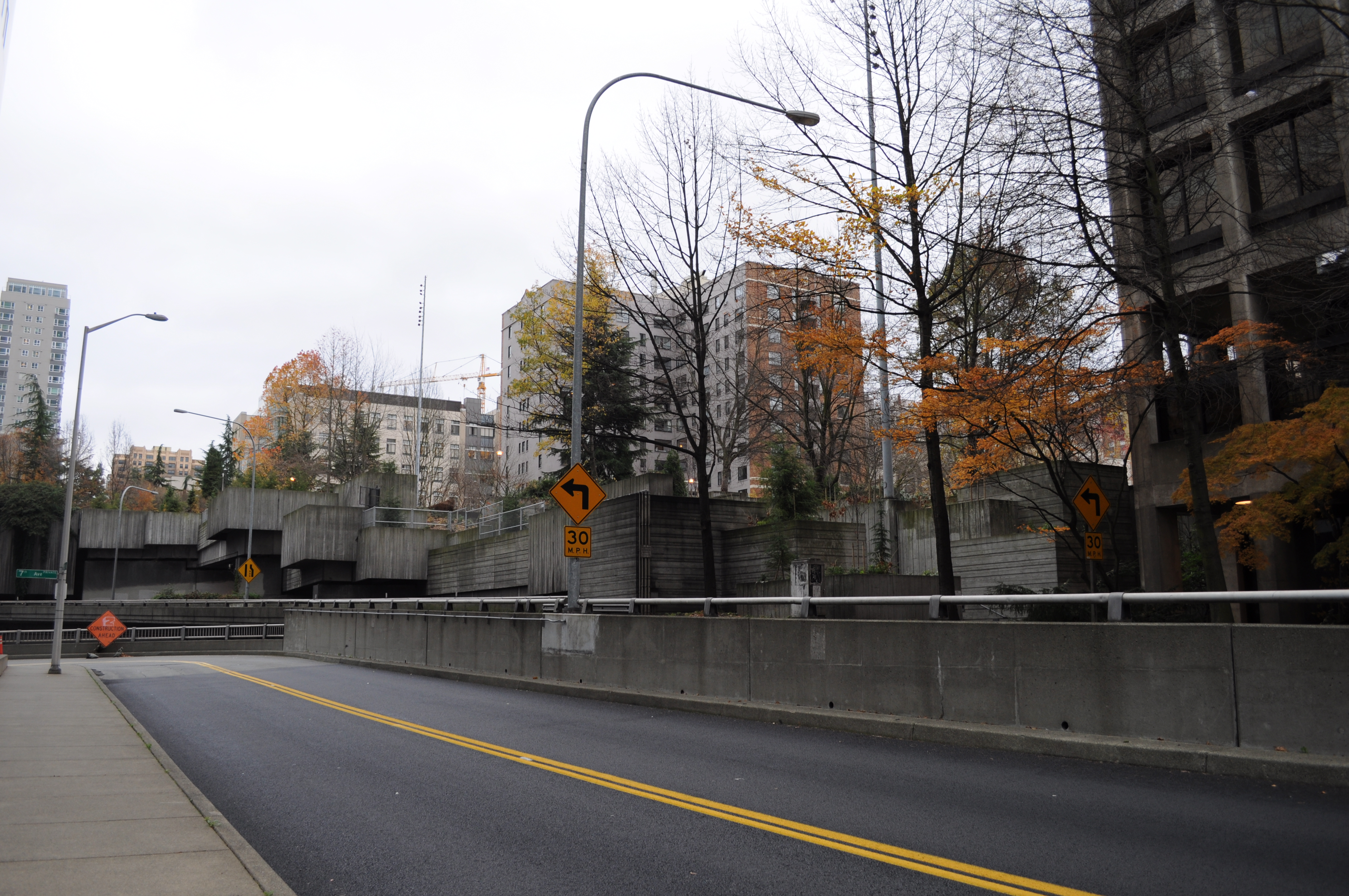
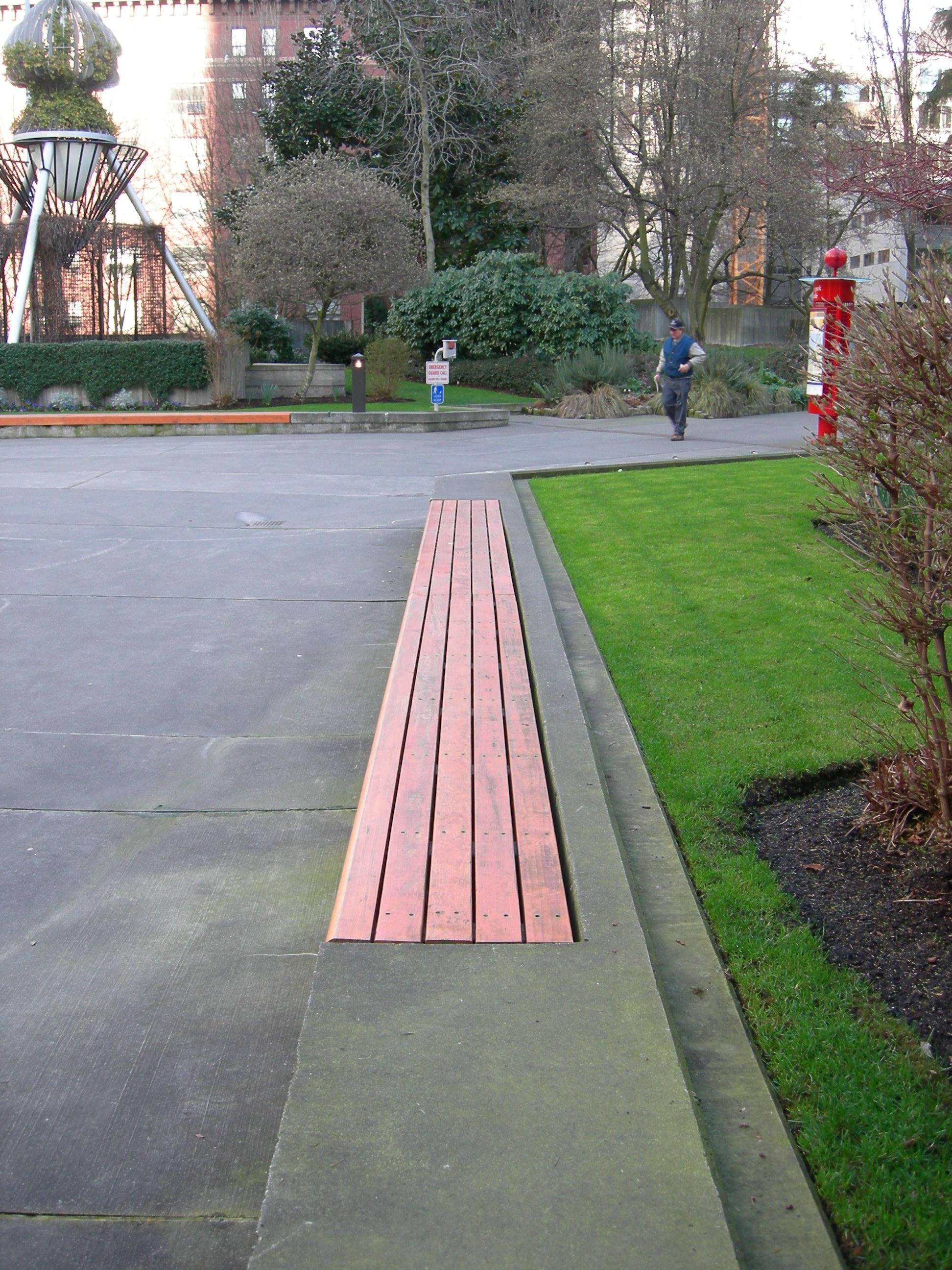
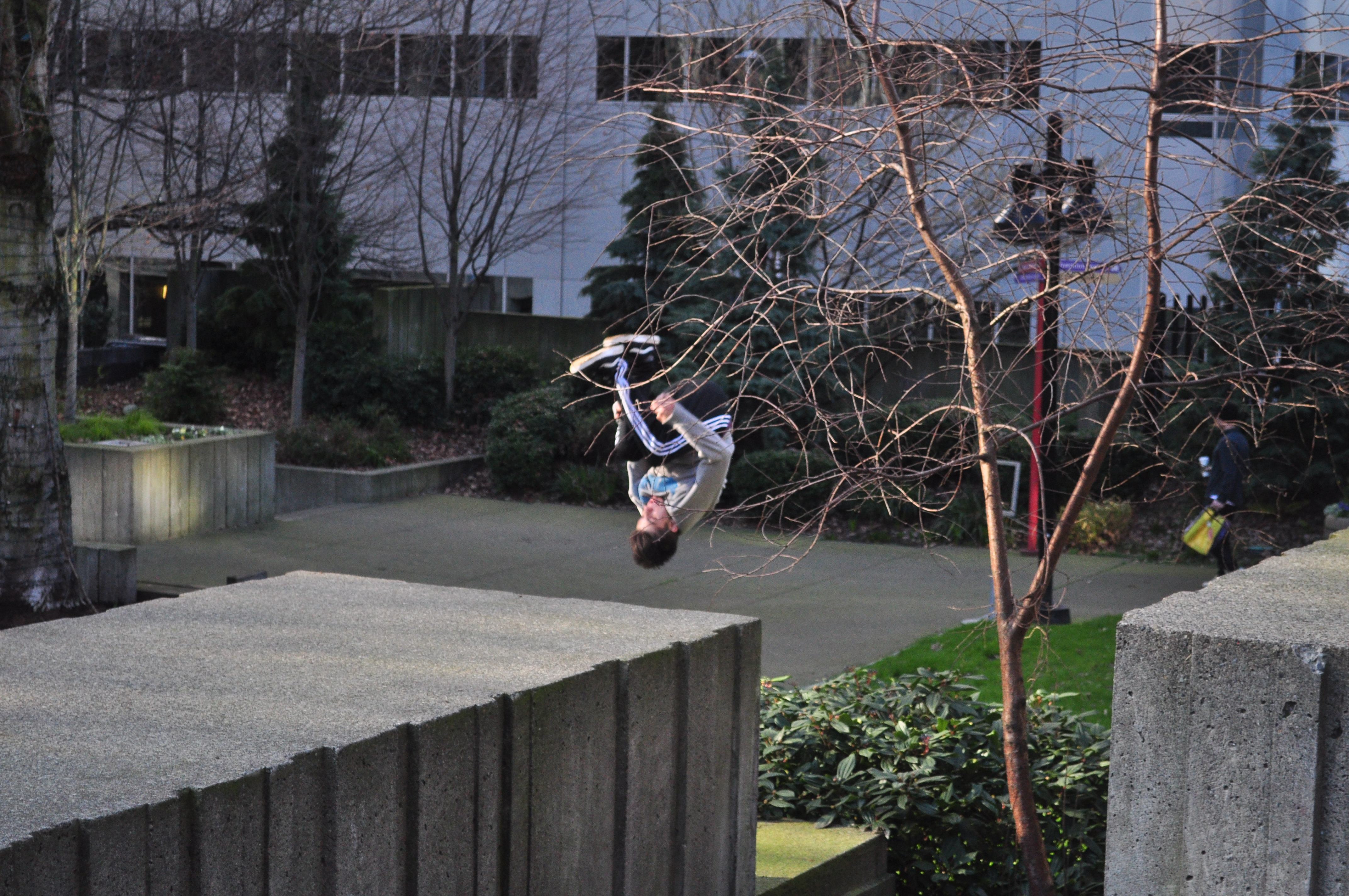

## مطالب بیشتر
- Tate, Alan (2001). Great City Parks. London: Spon Press. ISBN 0-419-24420-4.